# I Can (låt av Blue)
I Can är en låt framförd av det brittiska popbandet Blue. Låten representerade Storbritannien i Eurovision Song Contest 2011 i Düsseldorf, Tyskland, den 14 maj 2011 där den slutade på 11:e plats med 100 poäng.
Låten är skriven och komponerad av bandmedlemmarna själva, det vill säga Lee Ryan, Simon Webbe, Duncan James och Antony Costa. Det var första gången som BBC valde sitt lands låt internt och inte via en nationell final (Your Country Needs You).

### Fotnoter
1. ↑  Storvik-Green, Simon (30 januari 2011). ”Blue to represent the United Kingdom in Düsseldorf”. EBU. http://www.eurovision.tv/page/news?id=24783&_t=blue_to_represent_the_united_kingdom_in_dsseldorf. (engelska)